# Changbaiit
Changbaiit ist ein extrem selten vorkommendes Mineral aus der Mineralklasse der „Oxide und Hydroxide“. Es kristallisiert im trigonalen Kristallsystem mit der chemischen Zusammensetzung PbNb2O6, besteht also aus Blei, Niob und Sauerstoff im Stoffmengenverhältnis 1 : 2 : 6 bzw. allgemeiner dem Verhältnis Metall : Sauerstoff = 1:2.
Changbaiit entwickelt tafelige Kristalle und sphärolithische Mineral-Aggregate bis etwa fünf Millimeter Größe mit je nach Ausprägung diamant- oder perlähnlichem Glanz auf den Oberflächen. In reiner Form ist Changbaiit farblos und durchsichtig. Durch vielfache Lichtbrechung aufgrund von Gitterbaufehlern oder polykristalliner Ausbildung kann er aber auch weiß erscheinen und durch Fremdbeimengungen eine hellbraune oder gelblichbraune bis gelblichgrüne Farbe annehmen, wobei die Transparenz entsprechend abnimmt. Seine Strichfarbe ist weiß.

## Etymologie und Geschichte
Erstmals entdeckt wurde Changbaiit in einer unbenannten Lagerstätte im Changbai-Gebirge nahe der Stadt Tonghua im Süden der chinesischen Provinz Jilin (Kirin) und beschrieben 1979 durch die Abteilung 8 der für die Tonghua Region zuständigen Geologischen Brigadeeinheit und das Mineralogische und Petrologische Labor des Instituts der Geologischen Wissenschaften von Jilin.
Benannt wurde das Mineral nach seiner Typlokalität, dem Changbai-Gebirge.

## Klassifikation
Bereits in der veralteten, aber teilweise noch gebräuchlichen 8. Auflage der Mineralsystematik nach Strunz gehörte der Changbaiit zur Mineralklasse der „Oxide und Hydroxide“ und dort zur Abteilung der „Oxide mit Stoffmengenverhältnis Metall : Sauerstoff = 1 : 2 (MO2 und verwandte Verbindungen)“, wo er zusammen mit Rosiait die unbenannte Gruppe IV/D.30 bildete.
Die seit 2001 gültige und von der International Mineralogical Association (IMA) verwendete 9. Auflage der Strunz’schen Mineralsystematik ordnet den Changbaiit ebenfalls in die Abteilung der „Oxide mit dem Stoffmengenverhältnis Metall : Sauerstoff = 1 : 2 und vergleichbare“ ein. Diese ist allerdings weiter unterteilt nach der relativen Größe der beteiligten Kationen und der Kristallstruktur, so dass das Mineral entsprechend seiner Zusammensetzung in der Unterabteilung „Mit großen (± mittelgroßen) Kationen; dimer und trimer kantenverknüpfte Oktaeder“ zu finden ist, wo es als einziges Mitglied die unbenannte Gruppe 4.DF.10 bildet.
Auch die vorwiegend im englischen Sprachraum gebräuchliche Systematik der Minerale nach Dana ordnet den Changbaiit in die Klasse der „Oxide und Hydroxide“, dort allerdings in die Abteilung der „Mehrfache Oxide mit Nb, Ta und Ti“ ein. Hier ist er wiederum zusammen mit Rosiait in der unbenannten Gruppe 08.03.11 innerhalb der Unterabteilung „Mehrfache Oxide mit Nb, Ta und Ti und der Formel A(B2O6)“ zu finden.

## Chemismus
In reiner Form besteht Changbaiit zu 38 % aus Niob, 42,4 % Blei und 19,6 % Sauerstoff in Form von Nb2O5 und PbO.

## Kristallstruktur
Changbaiit kristallisiert trigonal in der Raumgruppe R3m (Raumgruppen-Nr. 160) mit den Gitterparametern a = 10,50 Å und c = 11,55 Å sowie 9 Formeleinheiten pro Elementarzelle.

## Bildung und Fundorte
Changbaiit bildet sich zusammen mit Quarz und Alkalifeldspaten in mit Kaolinit gefüllten Adern und Hohlräumen in Alkaligraniten.
Neben seiner Typlokalität, dem Changbai-Gebirge in der chinesischen Provinz Jilin, kennt man das Mineral bisher (Stand 2015) nur noch von den Sierra Blanca Peaks im Hudspeth County des US-Bundesstaates Texas.